# Ларраун
Ларраун (баск. Larraun (офіційна назва), ісп. Larráun) — муніципалітет в Іспанії, у складі автономної спільноти Наварра. Населення — 1023 особи (2009).
Муніципалітет розташований на відстані близько 320 км на північний схід від Мадрида, 29 км на північний захід від Памплони.
На території муніципалітету розташовані такі населені пункти: (дані про населення за 2009 рік)
- Альбіасу: 24 особи
- Альдац: 124 особи
- Альї: 41 особа
- Арруїц: 104 особи
- Астіц: 38 осіб
- Барайбар: 73 особи
- Ечаррі: 84 особи
- Горріті: 96 осіб
- Уїці: 123 особи
- Ірібас: 43 особи
- Мадоц: 17 осіб
- Мугіро: 59 осіб
- Одеріц: 48 осіб
- Аспіроц: 57 осіб
- Лесаета: 15 осіб
- Ерраскін: 77 осіб
- Сеньйоріо-де-Ерасо: 0 осіб

## Демографія
Динаміка населення (INE ):

## Галерея зображень

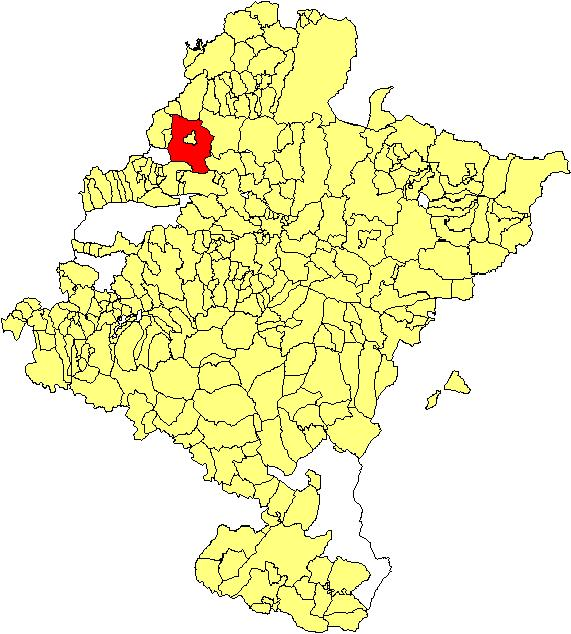
Розташування муніципалітету